# سنجاب بینی‌دراز کوهی
سنجاب بینی‌دراز کوهی (نام علمی: Hyosciurus heinrichi) نام یک گونه از سرده سنجاب بینی‌دراز است.